# Anne-Marie Dubler
Anne-Marie Dubler (* 15. März 1940) ist eine Schweizer Historikerin und Archivarin. Schwerpunkte ihrer Forschungstätigkeit sind Wirtschafts-, Sozial- und Rechtsgeschichte mit Fokus auf den Kantonen Aargau, Bern und Luzern vom Spätmittelalter bis in die Neuzeit. Sie arbeitete bei Rechtsquelleneditionen und beim Historischen Lexikon der Schweiz mit.

## Biografie
Dubler studierte Geschichte an der Universität Basel, wo sie 1968 promoviert wurde. Ihre Dissertation über die Rechts- und Wirtschaftsgeschichte des Klosters Hermetschwil wurde noch im selben Jahr im Jahrbuch Argovia der Historischen Gesellschaft des Kantons Aargau veröffentlicht. Von 1968 bis 1972 war sie als Stellvertreterin des Staatsarchivars am Staatsarchiv Basel-Stadt tätig. Anschliessend leitete sie von 1973 bis 1983 die von der Luzerner Kantonalbank als Jubiläumsgabe finanzierte Forschungsstelle für Wirtschafts- und Sozialgeschichte am Staatsarchiv Luzern unter Staatsarchivar Fritz Glauser, dem Initiator dieser Forschungsstelle.
Im Auftrag der Rechtsquellenstiftung des Schweizerischen Juristenverbandes edierte Dubler von 1983 bis 2009 Rechtsquellen der Kantone Bern und Aargau in der Sammlung Schweizerischer Rechtsquellen, wobei sie acht Bände mit den Rechtsquellen der Berner Regionen Emmental, Burgdorf, Oberaargau und Thun-Oberhofen veröffentlichte und die von Jean-Jacques Siegrist begonnenen Rechtsquelleneditionen der Freien Ämter im Aargau vervollständigte. Parallel dazu war sie von 1990 bis 2013 Wissenschaftliche Beraterin für den Kanton Bern und Autorin beim Historischen Lexikon der Schweiz, für das sie mehrere Hundert Artikel verfasste. Hinzu kommen zahlreiche Monografien und Aufsätze als freischaffende Historikerin in den Bereichen Agrar-, Handwerks- und Industriegeschichte sowie Rechts- und Verfassungsgeschichte. 1986 war sie an der Universität Basel als Lektorin für Historische Hilfswissenschaften tätig.
Dubler wirkte in mehreren Vereinen: Sie war Vorstandsmitglied der Historischen Gesellschaft Luzern (1973–1983), des Historischen Vereins des Kantons Bern (1983–2006, ab 1985 als Vizepräsidentin), des Gesellschaftsrats der Allgemeinen Geschichtsforschenden Gesellschaft der Schweiz (1983–1995) sowie der Schweizerischen Gesellschaft für Volkskunde (1985–1995, ab 1987 als Vizepräsidentin). Sie ist Mitglied der Schweizerischen Gesellschaft für Geschichte.

## Werke (Auswahl)
- Die Klosterherrschaft Hermetschwil – von den Anfängen bis 1798. In: Historische Gesellschaft des Kantons Aargau (Hrsg.): Argovia. Band 80. Sauerländer, Aarau 1968, doi:10.5169/seals-69960.
- Schweizerische Gesellschaft für Volkskunde (Hrsg.): Armen- und Bettlerwesen in der Gemeinen Herrschaft «Freie Ämter». Basel 1970, ISBN 3-7749-1150-9.
- mit Jean-Jacques Siegrist: Wohlen – Geschichte von Recht, Wirtschaft und Bevölkerung einer frühindustrialisierten Gemeinde im Aargau. In: Historische Gesellschaft des Kantons Aargau (Hrsg.): Argovia. Band 86. Sauerländer, Aarau 1975, ISBN 3-7941-1367-5 (e-periodica.ch).
- Luzerner Kantonalbank (Hrsg.): Luzerner Wirtschaftsgeschichte im Bild. Luzern 1975.
- Luzerner Kantonalbank (Hrsg.): Masse und Gewichte im Staat Luzern und in der alten Eidgenossenschaft. Luzern 1975, ISBN 3-7252-0281-8.
- Müller und Mühlen im alten Staat Luzern. In: Staatsarchiv des Kantons Luzern (Hrsg.): Luzerner Historische Veröffentlichungen. Luzern 1978.
- Handwerk, Gewerbe und Zunft in Stadt und Landschaft Luzern. In: Staatsarchiv des Kantons Luzern (Hrsg.): Luzerner Historische Veröffentlichungen. Luzern 1982.
- Luzerner Kantonalbank (Hrsg.): Geschichte der Luzerner Wirtschaft. Volk, Staat und Wirtschaft im Wandel der Jahrhunderte. Rex-Verlag, Luzern 1983, ISBN 3-7252-0434-9.
- Adels- und Stadtherrschaft im Emmental des Spätmittelalters. Berns Weg zur Landesherrschaft zwischen Hohgant und Burgdorf. In: Historischer Verein des Kantons Bern (Hrsg.): Archiv des Historischen Vereins des Kantons Bern. Band 75. Bern 1992, ISBN 3-03919-278-7.
- Gemeinsam beherrscht und verwaltet. Die Freien Ämter als eidgenössisches Untertanenland. In: Historische Gesellschaft des Kantons Aargau (Hrsg.): Argovia. Band 119. hier+jetzt, Baden 2007, ISBN 978-3-03919-063-8, doi:10.5169/seals-20252.
- Staatswerdung und Verwaltung nach dem Muster von Bern. In: Historischer Verein des Kantons Bern (Hrsg.): Archiv des Historischen Vereins des Kantons Bern. Band 90. Bern 2013, ISBN 978-3-03919-278-6.
- Leben und Sterben in Bern zur Zeit des Stadtarztes Thomas Schöpf (1520–1577). Ein Zeit- und Sittenbild aus dem reformierten Bern der Frühen Neuzeit. In: Berner Zeitschrift für Geschichte. Band 82, Nr. 2, 2020, ISSN 0005-9420.
- Die Mühle Büron im Surental und ihre wechselvolle 900-jährige Geschichte. Pro Libro Luzern, Imprint Weber Verlag AG, Thun/Gwatt, 2023, ISBN 978-3-905927-67-2.